# Championnat de France féminin de handball de deuxième division 2025-2026
Navigation
Division 2 2024-2025 Division 2 2026-2027
Le Championnat de France féminin de handball de deuxième division 2025-2026 est la cinquante-cinquièmee édition de cette compétition. Ce championnat est le deuxième plus haut niveau du championnat de France de ce sport derrière la Ligue Butagaz Energie (LBE). C'est la quatrième édition organisée par la Ligue féminine de handball (LFH), qui gérait déjà la LBE.

## Clubs participants
Le 24 juin 2025, le Mérignac Handball a été relégué par la CNCG et a décidé de faire appel de la décision. Le 17 juillet 2025, la relégation admnistrative est confirmé suite au repêchage du Sambre Avesnois Handball.
Le 2 juillet 2025, le Nantes Handball Féminin a déposé une déclaration de cessation de paiement. et jouera en Nationale 1. Le club connaît sa deuxième relégation administrative consécutive malgré de bon résultat sportif avec sa 2e place de Division 2 la saison dernière.
Le 17 juillet 2025, la LFH publie les clubs autorisés à date à évoluer en Ligue Butagaz Énergie et en Division 2. Trois équipes sont repêchées en Division 2 : le Saint-Grégoire RMHB et Bergerac 2P HB, respectivement 12e et 13e la saison dernière se maintiennent sportivement, tandis que La Roche-sur-Yon Vendée HB s'est vu proposer la place vacante en Division 2 grâce à sa position de meilleur 2e au ranking féminin de la saison 2024-2025 de Nationale 1.
Le 1er août 2025, la CNCG rend plusieurs verdicts : malgré leurs recours, le Mérignac Handball et le HBC Celles-sur-Belle, qui avaient sportivement validé leur maintien en Ligue Butagaz Énergie (pour Mérignac) et en Division 2 (pour Celles-sur-Belle), ont vu leur relégation administrative confirmée en Nationale 1. Les deux clubs plaideront leur cause auprès du CNOSF,. À l'inverse, le Bouillargues Handball Nîmes Métropole a obtenu confirmation de sa présence en Division 2 pour la saison 2025-2026. Le Lomme Lille MH est également relégué admnistrativement en Nationale 1 et n'a pas fait appel de la décision, faute de solution financière viable à court terme.
| \| Saint-Grégoire Bouillargues Clermont-Ferrand Bègles Pessac Bergerac Le Pouzin Vaulx-en-Velin Besançon La Roche-sur-Yon Nîmes \| Localisation des clubs engagés dans le championnat. |
| Saint-Grégoire Bouillargues Clermont-Ferrand Bègles Pessac Bergerac Le Pouzin Vaulx-en-Velin Besançon La Roche-sur-Yon Nîmes                                                           |

Légende des couleurs
- Relégué de D1F
- Rétrogradé administrativement de D1F
- Repêché administrativement en Division 2
- Promu de Nationale 1

| Club                                     | Localisation                                            | Classement de 2024-2025 | VAP |
| ---------------------------------------- | ------------------------------------------------------- | ----------------------- | --- |
| Handball Clermont Auvergne Métropole 63  | Auvergne-Rhône-Alpes, Puy-de-Dôme, Clermont-Ferrand     | 3e                      |     |
| Palente Besançon HB                      | Bourgogne-Franche-Comté, Doubs, Besançon                | 4e                      |     |
| Stade pessacais UC                       | Nouvelle-Aquitaine, Gironde, Pessac                     | 6e                      |     |
| Le Pouzin HB 07                          | Auvergne-Rhône-Alpes, Ardèche, Le Pouzin                | 7e                      |     |
| ASUL Vaulx-en-Velin                      | Auvergne-Rhône-Alpes, Métropole de Lyon, Vaulx-en-Velin | 8e                      |     |
| Club athlétique béglais handball         | Nouvelle-Aquitaine, Gironde, Bègles                     | 9e                      |     |
| Bouillargues Handball Nîmes Métropole    | Occitanie, Gard, Bouillargues                           | 11e                     |     |
| Saint-Grégoire Rennes Métropole Handball | Bretagne, Ille-et-Vilaine, Saint-Grégoire               | 1re (repêché)           |     |
| Bergerac 2P HB                           | Nouvelle-Aquitaine, Dordogne, Bergerac                  | 13e (repêché)           |     |
| USAM Nîmes Gard                          | Occitanie, Gard, Nîmes                                  | 1er de N1 (poule 4)     |     |
| La Roche-sur-Yon Vendée HB               | Pays de la Loire, Vendée, La Roche-sur-Yon              | 2e de N1 (poule 1)      |     |

## Résultats

### Classement
mise à jour: 14 juin 2025
|    | Équipe                           | Pts | J | G | N | P | Bp | Bc | Diff |
| -- | -------------------------------- | --- | - | - | - | - | -- | -- | ---- |
| 1  | HB Clermont AM 63                | 0   | 0 | 0 | 0 | 0 | 0  | 0  |      |
| 2  | Palente Besançon HB              | 0   | 0 | 0 | 0 | 0 | 0  | 0  |      |
| 3  | Stade pessacais UC               | 0   | 0 | 0 | 0 | 0 | 0  | 0  |      |
| 4  | Le Pouzin HB 07                  | 0   | 0 | 0 | 0 | 0 | 0  | 0  |      |
| 5  | ASUL Vaulx-en-Velin              | 0   | 0 | 0 | 0 | 0 | 0  | 0  |      |
| 6  | Club athlétique béglais handball | 0   | 0 | 0 | 0 | 0 | 0  | 0  |      |
| 7  | Bouillargues HB NM               | 0   | 0 | 0 | 0 | 0 | 0  | 0  |      |
| 8  | Saint-Grégoire Rennes MHB        | 0   | 0 | 0 | 0 | 0 | 0  | 0  |      |
| 9  | Bergerac 2P HB                   | 0   | 0 | 0 | 0 | 0 | 0  | 0  |      |
| 10 | USAM Nîmes Gard P                | 0   | 0 | 0 | 0 | 0 | 0  | 0  |      |
| 11 | La Roche-sur-Yon Vendée HB P     | 0   | 0 | 0 | 0 | 0 | 0  | 0  |      |

Légende
- Champion de D2 (1er du classement)
000et promu en D1F (1er club VAP parmi le top 4)
- Relégué en Nationale 1
- V : Club VAP.
- R : Relégué de D1F.
- P : Promu de Nationale 1.

## Statistiques et récompenses

### Classement des buteuses
| Rang | Joueuse | Club | Buts | Tirs | %       | MJ | Moy. |
| ---- | ------- | ---- | ---- | ---- | ------- | -- | ---- |
| 1    | -       | -    | ??   | ??   | ??,?? % | ?? | ??   |
| 2    | -       | -    | ??   | ??   | ??,?? % | ?? | ??   |
| 3    | -       | -    | ??   | ??   | ??,?? % | ?? | ??   |
| 4    | -       | -    | ??   | ??   | ??,?? % | ?? | ??   |
| 5    | -       | -    | ??   | ??   | ??,?? % | ?? | ??   |
| 6    | -       | -    | ??   | ??   | ??,?? % | ?? | ??   |
| 7    | -       | -    | ??   | ??   | ??,?? % | ?? | ??   |
| 8    | -       | -    | ??   | ??   | ??,?? % | ?? | ??   |
| 9    | -       | -    | ??   | ??   | ??,?? % | ?? | ??   |
| 10   | -       | -    | ??   | ??   | ??,?? % | ?? | ??   |

### Classement des gardiennes
| Rang | Joueuse | Club | Arrêts | Tirs | %       | MJ | Moy. |
| ---- | ------- | ---- | ------ | ---- | ------- | -- | ---- |
| 1    | -       | -    | ??     | ??   | ??,?? % | ?? | ??   |
| 2    | -       | -    | ??     | ??   | ??,?? % | ?? | ??   |
| 3    | -       | -    | ??     | ??   | ??,?? % | ?? | ??   |
| 4    | -       | -    | ??     | ??   | ??,?? % | ?? | ??   |
| 5    | -       | -    | ??     | ??   | ??,?? % | ?? | ??   |
| 6    | -       | -    | ??     | ??   | ??,?? % | ?? | ??   |
| 7    | -       | -    | ??     | ??   | ??,?? % | ?? | ??   |
| 8    | -       | -    | ??     | ??   | ??,?? % | ?? | ??   |
| 9    | -       | -    | ??     | ??   | ??,?? % | ?? | ??   |
| 10   | -       | -    | ??     | ??   | ??,?? % | ?? | ??   |

### Statistiques et faits marquants
- Meilleure attaque : ??? buts marqués (??,?? buts/match) pour le -
- Meilleure défense : ??? buts encaissés (??,?? buts/match) pour le -
- Plus grand nombre de buts pendant une journée : ??? buts lors de la ?e journée
- Plus petit nombre de buts dans une rencontre : ?? buts lors du match de la ?e journée entre le - et le - (??-??)
- Plus grand nombre de buts dans une rencontre : ?? buts lors du match de la ?e journée entre le - et le - (??-??)
- Plus large victoire à domicile : ?? buts d'écart lors du match de la ?e journée entre le - et le - (??-??)
- Plus large victoire à l'extérieur : ?? buts d'écart lors du match de la ?e journée entre le - et le - (??-??)
- Plus grand nombre de buts dans une rencontre pour une joueuse : ?? buts pour  - (-) lors de ??-?? (??-??) le 22 mai 2026 (?e journée)
- Plus grande série de victoires : ?? matches pour le - du 30 août 2025 (?e journée) au 8 mai 2026 (?e journée).
- Plus grande série de défaites : ?? matches pour le - du 30 août 2025 (?e journée) au 8 mai 2026 (?e journée).
- Plus grande série de matchs sans défaite : ?? matches pour le - du 30 août 2025 (?e journée) au 8 mai 2026 (?e journée).
- Plus grande série de matchs sans victoire : ?? matches pour le - du 30 août 2025 (?e journée) au 8 mai 2026 (?e journée).

## Bilan de la saison
| Tableau d'honneur de la saison 2025-2026 |   |
| Champion de France de D2                 | - |
| Promu en LBE                             | - |
| Relégué de LBE                           | - |
| Relégué en Nationale 1                   | - |
| Promu de Nationale 1                     | - |